# Lotnisko Namur
Lotnisko Namur – lotnisko położone w Suarlée koło Namur, w Belgii. Obsługuje połączenia krajowe.